# Champurū

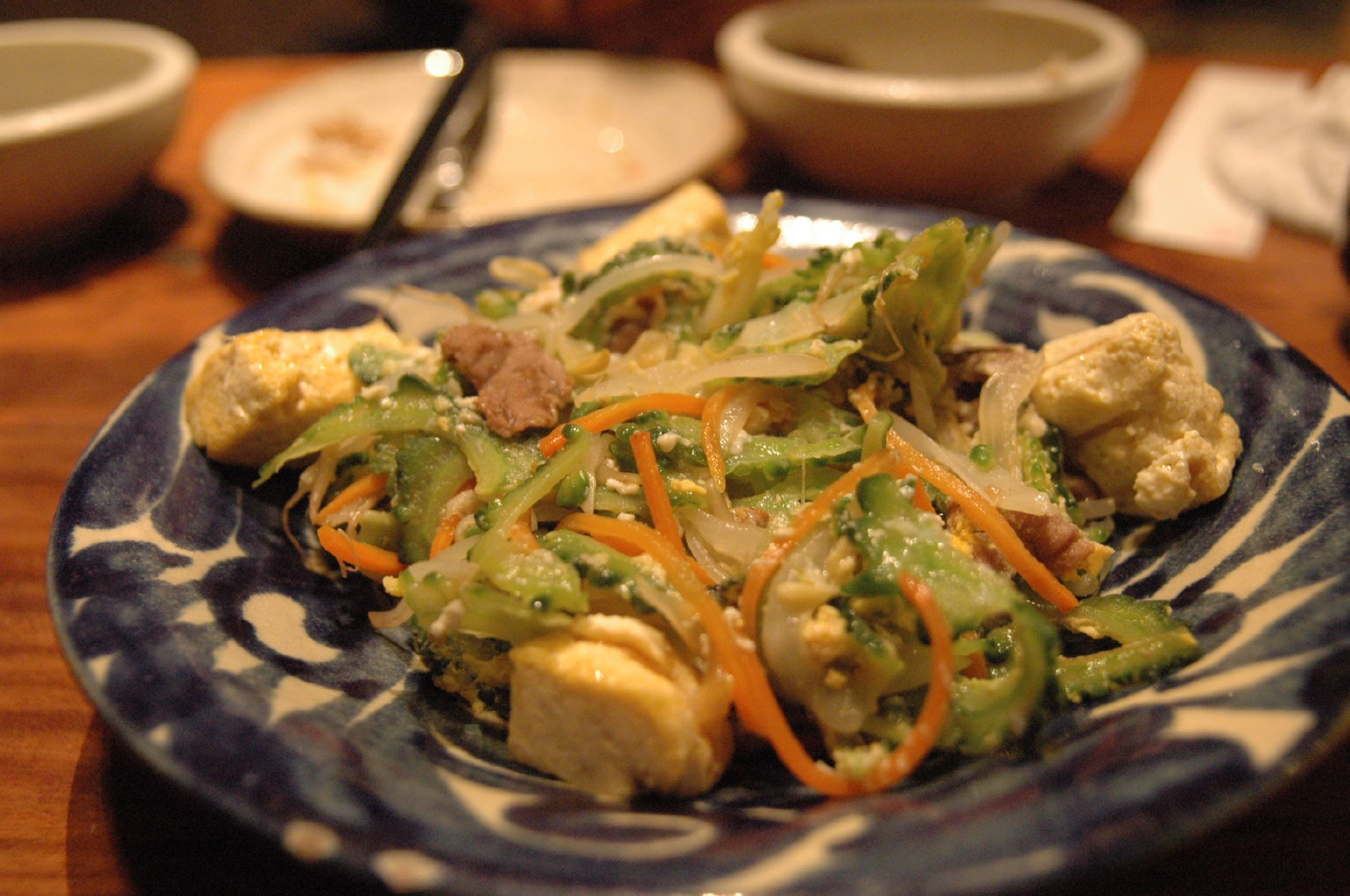
Gōyā Champurū

Champurū oder Chanpurū (Japanisch/Ryūkyū チャンプルー) ist ein japanisches Gericht aus Okinawa mit Gemüse, Tofu und Fleisch oder Fisch. Chanpurū bedeutet „mischen“ oder „vermischen“ im Okinawa-Dialekt.
Auf den Okinawa-Inseln ist in den vergangenen Jahrhunderten eine besondere Mischung der Kulturen entstanden. Neben der traditionellen Ryūkyū-Kultur findet man auch chinesische, japanische, südostasiatische und nordamerikanische Einflüsse. Deshalb benutzt man dieses Wort manchmal, um die Kultur von Okinawa zu erklären, die dann als Champurū bunka (チャンプルー文化, „vermischte Kultur, Kulturmix“) bezeichnet wird.
Eine Theorie besagt, dass der Begriff von dem Malaiischen oder Indonesischen Wort Campur stammt, das ähnlich ausgesprochen wird und die gleiche Bedeutung hat. Man brät nicht nur Gemüse und Tofu, sondern auch verschiedene Zutaten zusammen. Zum Beispiel hat das Gōyā Champurū die Bittermelone (Gōya oder Gōyā) als wichtigsten Bestandteil. Das Tamanā-Champurū enthält vor allem Kohl. Champurū gilt als Hausmannskost.
Es gibt auch in Indonesien ein ähnliches Gericht mit Reis und vielen Beilagen, das Nasi campur heißt.